# Reliquienschrein von Ambazac

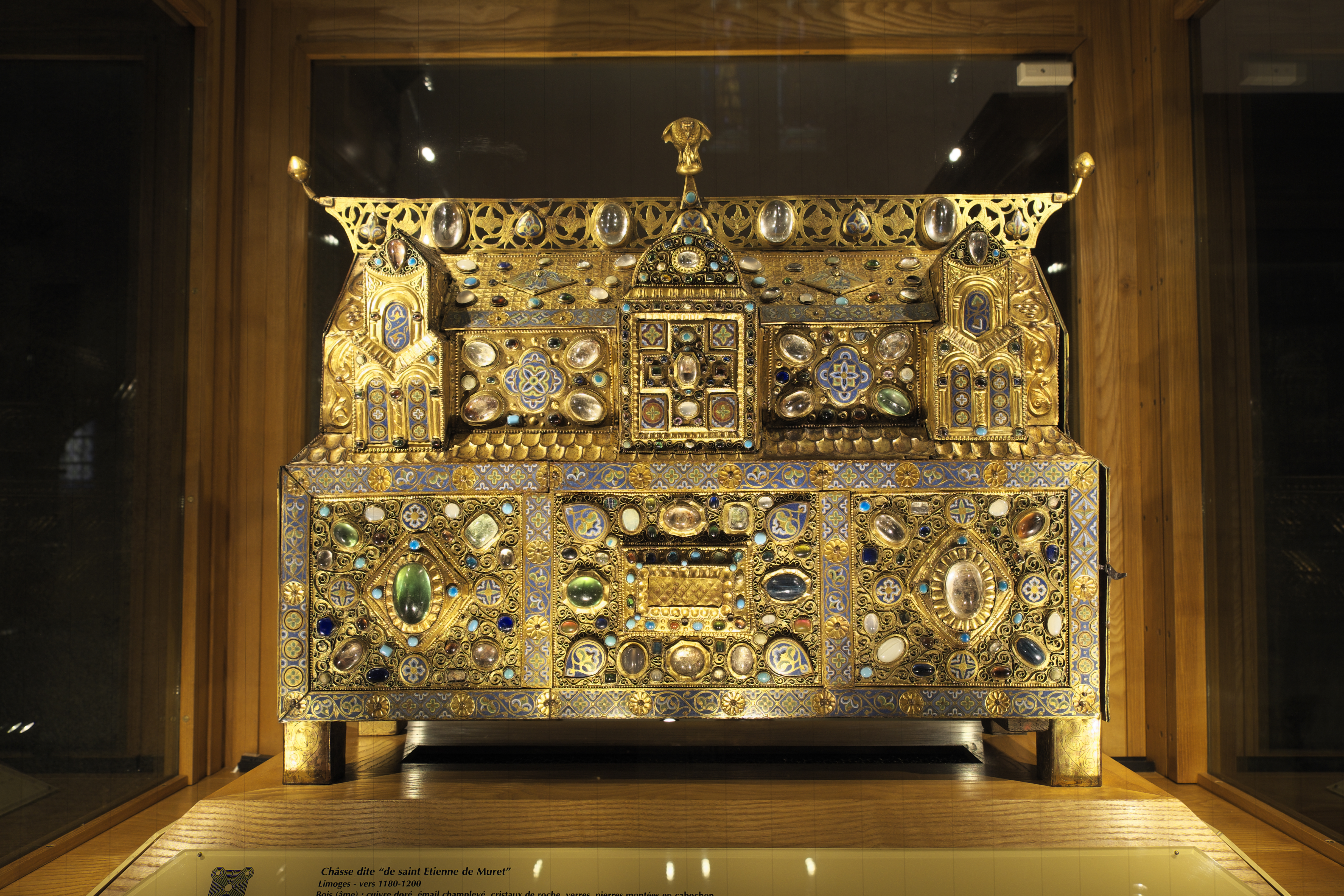
Reliquienschrein von Ambazac

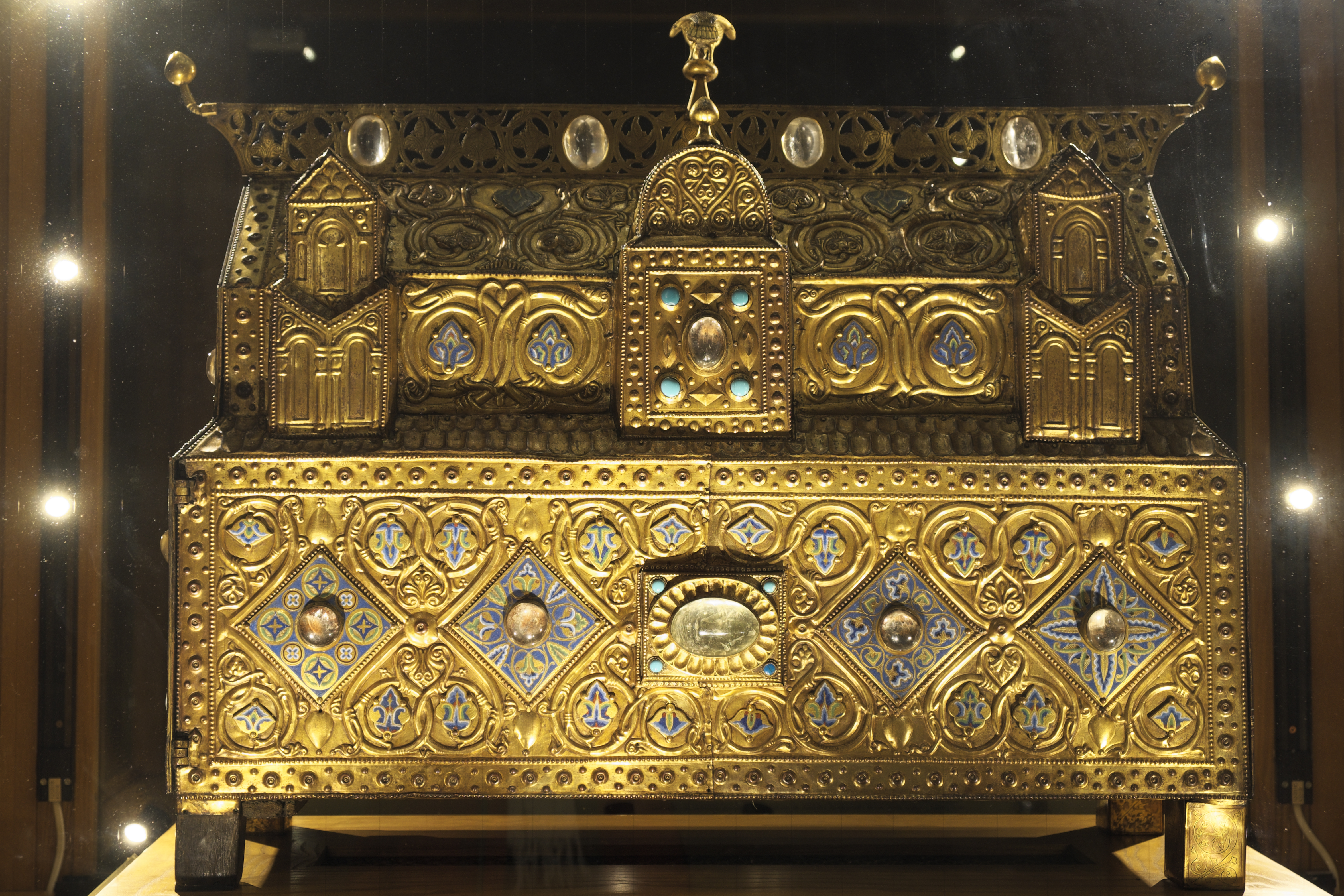
Rückseite

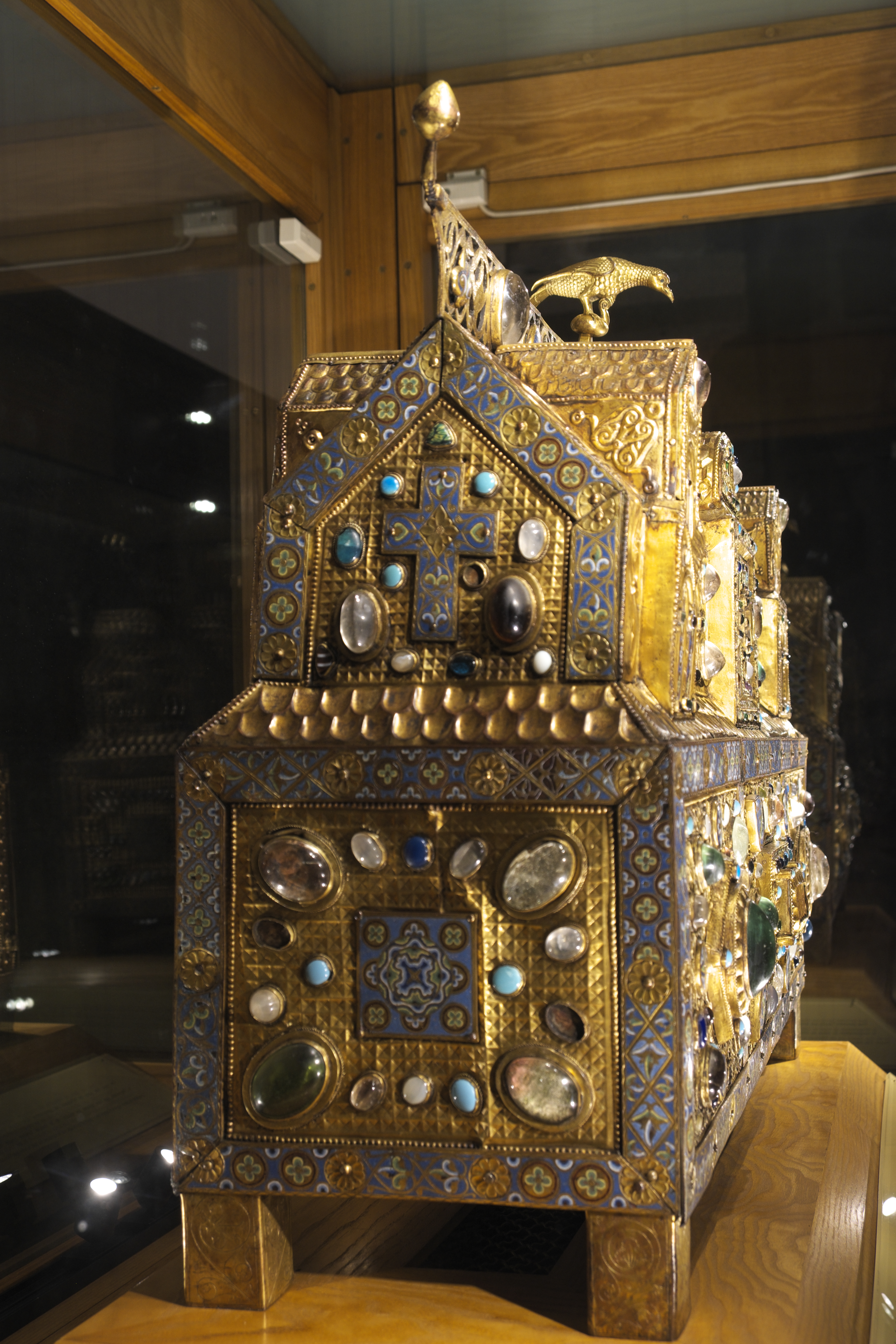
Seitenansicht

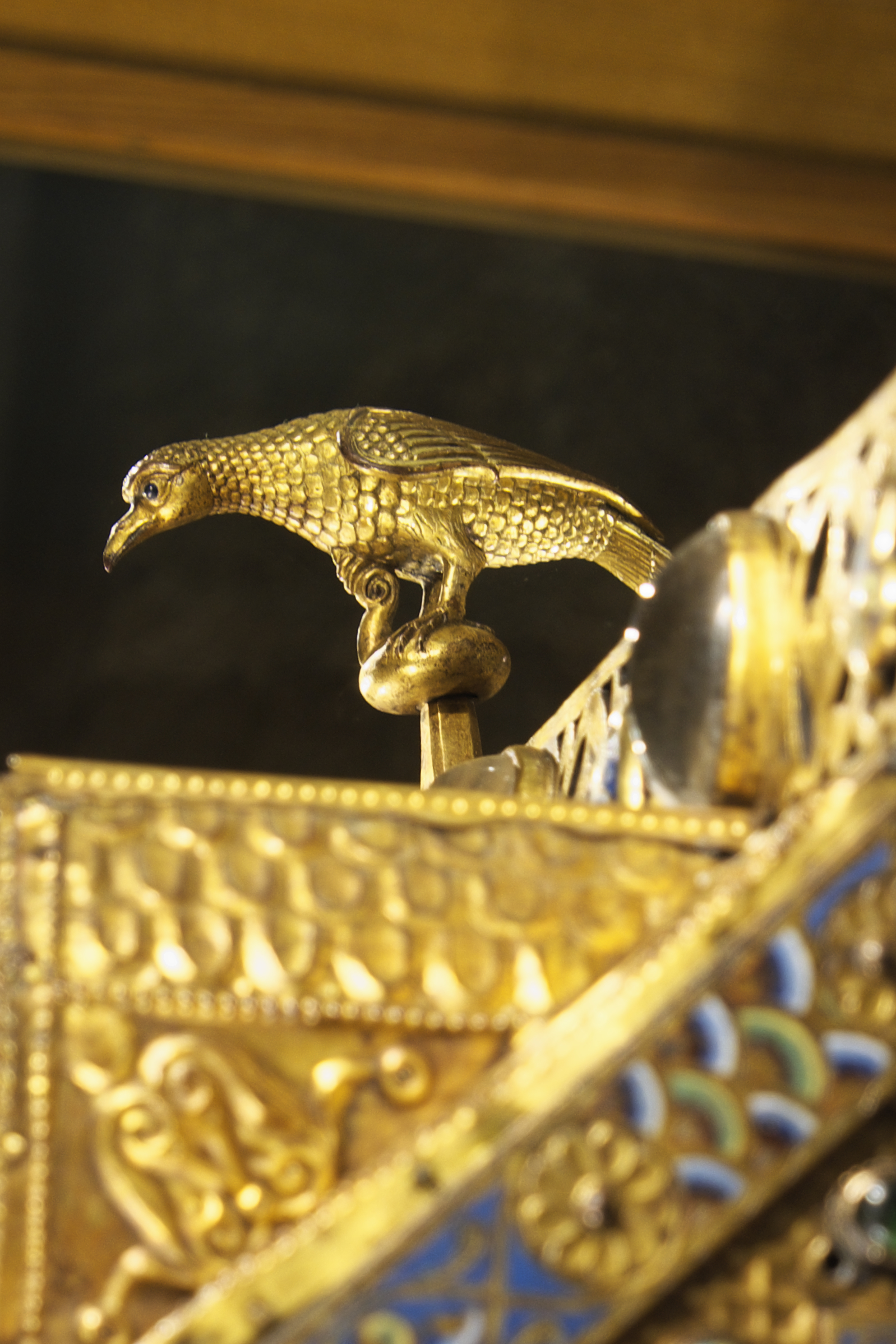
Vogel

Der Reliquienschrein von Ambazac, der in der katholischen Pfarrkirche Saint-Antoine in Ambazac, einer Gemeinde im Département Haute-Vienne in der französischen Region Nouvelle-Aquitaine, aufbewahrt wird, ist eine bedeutende Goldschmiedearbeit aus dem späten 12. Jahrhundert. 1891 wurde der Schrein als Monument historique in die Liste der denkmalgeschützten Objekte (Base Palissy) in Frankreich aufgenommen.

## Geschichte
Der Schrein stammt ursprünglich aus der wenige Kilometer von Ambazac gelegenen Abtei Grandmont, der nach dem Tod des Ordensgründers, des heiligen Stephan von Muret, entstandenen Niederlassung der Grammontenser. Der Schrein war zwischen 1180 und 1200 im Limousin angefertigt worden, vermutlich für Reliquien des 1189 heiliggesprochenen Ordensgründers. Erstmals schriftlich erwähnt wurde der Schrein im Jahr 1472. In einem Text wird der Schrein auf dem Altar der Abteikirche neben sechs weiteren Schreinen stehend beschrieben. Als der Grammontenserorden 1772 aufgelöst wurde, kam der Schrein in die Pfarrkirche von Ambazac. Damals soll der Schrein einen Schienbeinknochen und eine Dalmatik enthalten haben, die beide  Stephan von Muret zugeschrieben wurden. Laut dem Beschreibungstext des Schreins auf der Webseite des Centre de la Culture du Limousin Médiéval (Kulturzentrum des mittelalterlichen Limousin) soll dieser Knochen noch heute dort vorhanden sein. Laut Base Palissy, der Datenbank des französischen Ministeriums für Kultur und Kommunikation, die sich mit beweglichen Kulturgütern in Frankreich befasst, enthält der Schrein heute keine Reliquien mehr.
Die Dalmatik, die in die zweite Hälfte des 13. Jahrhunderts datiert wird, ist in einer eigenen Vitrine ebenfalls in der Kirche ausgestellt.

## Beschreibung
Der 73,5 cm lange, 63 cm hohe und 26 cm tiefe Schrein ist aus Holz gearbeitet und mit getriebenen und vergoldeten Kupferplatten verkleidet. Teilweise ist er mit Grubenschmelzemail verziert und mit Filigranarbeit und Ziselierungen überzogen. Der untere Teil des Schreins ruht auf vier Füßen, der obere Teil ist zurückversetzt und erinnert im Aufbau an eine von einem Satteldach gedeckte Kirche. Die Längsseiten weisen kleine Vorbauten auf, die rundbogige Zwillingsöffnungen und Tympana vortäuschen. Der Dachfirst wird von einem kunstvoll durchbrochenen Gitter bekrönt, auf dem seitlich zwei Knäufe sitzen. Der Vogel in der Mitte soll vielleicht den Heiligen Geist symbolisieren. Alle Seiten des Schreins sind mit Cabochons aus Bergkristall, Perlen und anderen Schmucksteinen besetzt, die weitgehend im 19. Jahrhundert ersetzt wurden.